# 베니야마 유키오
베니야마 유키오(일본어: 紅山 雪夫, 1927년 ~ 2020년 5월 8일)는 일본의 여행 작가이다. 오사카부 도요나카시에서 태어나 구제 도요나카 중학교를 다녔고 도쿄 대학 법학부를 졸업했다. 일본 여행 작가 협회 이사를 맡았다. 세계 각국을 여행하면서 1969년을 시작으로 40여권의 기행문을 책으로 펴냈다. 2020년 코로나19로 사망했다.